# ばにしゅ! 〜おっぱいの消えた王国〜
『ばにしゅ! 〜おっぱいの消えた王国〜』は、アリスソフトが2009年2月27日に発売した、アダルトアドベンチャーゲーム。同年12月18日に発売された『アリス2010』には、本作の後日談「ばにしゅ! 〜この手のひらにおっぱいを〜」が収録された。

## 開発

### 企画
本作の企画は、『エドランゼ』の開発期間中にあたる2007年11月ごろにスタートし、同年12月に開発が正式に決まるとプロット作業が始まり、少し経ってから月餅によるキャラクターデザイン作業も開始された。

### キャラクター設定
レネの案はなかなか決まらず、当初は潔癖症で高貴なキャラクターにすることも考えられたが、性交した途端に自害するようなキャラクターは作品にふさわしくないということで没となり、最終的にはかわいらしくて淫靡なキャラクターに仕上がった。

## あらすじ
魔法を使ってエッチなことをしたいという願望を胸に、異国フジヤマから魔法大国ロシュトールに留学してきた見習い魔術士・黒須賢三。しかし、同期生・セロ・ポグロムの策略によって、誰もが注目する魔術士養成アカデミー入学式の席で、その不純な動機を公表する破目に。つまはじきものにされた賢三は、どの魔術師にも弟子入りを断られ、挫折寸前となる。そんな時、ロシュトール王国の姫・エトワール・レネ・ロシュトールから、悪行の限りを尽くし、かつて世界を震撼させた大魔法使いコロロコ・スワロウ（以下：ロコ）を紹介されることとなった。

## 登場人物
黒須賢三
本作の主人公。「魔法を使ってエッチなことをしたい」という願望を達成すべく、フジヤマからロシュトールに単身留学した見習い魔術士。高い潜在能力を持ち、魔術士養成アカデミーに主席で入学するが、同期生・セロの策略によって入学式でその願望がバレたため、国中の女性から嫌われたうえ、どの魔術士から弟子入りを断られて挫折しかけたところ、レネの紹介でロコに弟子入りすることとなる。
コロロコ・スワロウ
声：民安ともえ
本作のヒロインで、通称はロコ。かつては世界を震撼させるほどの強大な魔力を持つ伝説の魔女だったが、悪行を尽くしたために魔力を封じられ、現在は人の入り込めない森の屋敷でひっそりと暮らしており、自身の居所も国家秘密となっている。レネからの紹介で、賢三を弟子にすることとなる。常識外れな言動が目立つ変人。
エトワール・レネ・ロシュトール
声：中家志穂
本作のもう一人のヒロインで、通称はレネ。ロシュトール王国の第一王妃であり、少し内向的だが、気品に溢れる少女。公の場には妹・サーシャが出ることが多く、自身の城内での存在感は薄い。なぜか伝説の魔女・ロコと繋がりを持ちたいという理由で、賢三に魔女の住処を教える。実は淫魔の血が流れており、覚醒すると、「淫魔レネ」に変身する。
コーモリ
声：風霧瞬
ロコによって生み出された使い魔で、家事が得意である。後日談では、回想という形で正体と同性愛に目覚めた経緯が描かれている。
リリリィ
声：青葉りんご
アイテムショップ「万国屋」の看板娘。猫被りな性格で、普段は笑顔を絶やさず町中の男性たちから人気を集めているが、賢三にだけは上述の理由で嫌っており、悪辣な本性を剥き出しにしつつ買物と引き換えに様々な嫌がらせをしている。
セロ・ポグロム
声：金田まひる
賢三の同級生の少女である魔術士で、名家・ポグロム家の令嬢である。アカデミーの入学式で賢三を罠に嵌め、その願望を暴露させた張本人。プライドが高く、賢三のことは平然と罵倒するほどに嫌っている。アカデミーでは常に賢三に次ぐ成績を記録しており、賢三の存在をあらゆる立場から抹殺して自分が名実共にトップに立つため、謀略を仕組んだ。
ネウス・ポグロム
声：山本華
ポグロム家の当主にして、ロシュトール王国の魔術師を束ねる魔法協会会長。就任後に数多の功績があり、魔術士だけではなく国民からの支持も厚い。ロコとは因縁がある模様。セロが賢三に仕組んだ謀略については特に言及せず、賢三に対しての擁護も一切しなかった。
ナノフィリア・サーシャ・ロシュトール
声：芹園みや
レネの妹で通称はサーシャ。ロシュトールの第二王妃。レネとは反対に外向的な性格で、公の場にも積極的に顔を出しているため、騎士や魔術士との人脈も広い。この国の女性の中で、唯一揺れる胸を持つ。姉と賢三を邪魔者と見なし、嫌っている。

## スタッフ
- 企画・監督・シナリオ原案・イベント背景原画：よーいちろー
- シナリオ：もみあげルパンR
- 原画：月餅
- CG統括：ノディ!
- CG：佐伯たかし、成田屋
- 音楽：shade
- SYS4開発・プログラム：妹尾雄大、かずし
- ムービー・WEB：桜秀蘭